# 新潟県道249号北中府屋停車場線
新潟県道249号北中府屋停車場線（にいがたけんどう249ごう きたなかふやていしゃじょうせん）は、新潟県村上市内を通る一般県道である。

## 概要

### 路線データ
- 起点：新潟県村上市北中字宮田（国道7号交点）
- 終点：新潟県村上市府屋字西間瀬（府屋駅）

## 接続する道路
- 国道7号（起点：北中交差点）
- 新潟県道248号山熊田府屋停車場線（村上市荒川口 - 府屋駅南方（終点）で重複）
- 新潟県道52号山北関川線（村上市温出 - 府屋交差点で重複）
- 村上市道（終点：村上市府屋字西間瀬、府屋駅南方）

## 周辺
- JR東日本羽越本線 府屋駅
- 国道7号府屋バイパス
- 国土交通省 北陸地方整備局 羽越河川国道事務所 府屋国道出張所
- 村上市役所 山北（さんぽく）支所（旧・山北町役場）
- 村上市立山北中学校
- 村上市立さんぽく小学校
- 第四北越銀行 山北支店
- 村上信用金庫 府屋支店
- 黒川俣郵便局
- 大川谷郵便局
- Aマート おおかわごう店